# Liste seltener Hunderassen
Zu diesen Rassen oder Hundegruppen gibt es zu wenige Informationen, um eigene Artikel zu erstellen. Der Vollständigkeit halber seien sie aber erwähnt.   
Die Erwähnungen stammen teilweise von Ethnologen und Biologen oder aus einschlägigen Nachschlagewerken. Es ist nicht auszuschließen, dass einige Rassen mittlerweile verschwunden, anderen Rassen zugeordnet oder unter anderem Namen bekannt sind. Auch ist nicht klar, ob alle hier aufgeführten Hundegruppen als Rasse aufzufassen sind.

## A

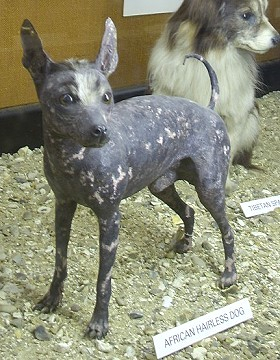
Afrikanischer Nackthund ausgestopft

- Aberdeen Terrier (Großbritannien): kurzläufig, stämmig, soll Vorläufer des Scottish Terriers sein
- Abessinischer Sandterrier, Afrikanischer Nackthund: terrierähnlich, untersetzt, hellsandfarben, bis auf Reste an Kopf und Füßen haarlos[1]
- Ägyptischer Nackthund, Türkischer Nackthund: bis auf Reste an Kopf und Füßen haarlos
- Algerischer Schäferhund, Kabyen- oder Douarhund: 60 Zentimeter Widerristhöhe, langer, schmaler Kopf. Fell: rau, halblang in weiß bis gelb mit hellbraunen Flecken/Platten ähnlich Aidi, dem Marokkanischen Schäferhund
- Anatolischer Windhund: Windhund mit Stummelrute
- Annan Hund, Annamit (Vietnam), Chow-Chow ähnlich, fünfte, bewegliche Zehe an den Vorderfüßen. Farbe: fahlrot, grau, gelbfleckig, schwarz. 60 Zentimeter groß.
- Altdeutsche Hütehunde unterteilt in Schafhunde und Kuhhunde, gehen bis auf das Mittelalter zurück. Diese Rassen werden nur vom AAH (Arbeitsgemeinschaft zur Zucht Altdeutscher Hütehunde) abgegeben. Sie sind vom Aussterben bedroht. Sind eventuell gemeinsam mit den Pommerschen Hütehunden der Ursprung aller domestizierten Hunde (Fund Oberkassel, Federmesser-Kultur, rund 12.000 Jahre alt).

## B
- Bagganda-Jagdhund: Schensihund, hochläufiger Meutehund, mittelgroß, 50 Zentimeter, Stehohren, Stummel- oder Ringelrute, kurzhaarig gelb, braun, schwarzweiß.
- Bagirmi-Hund: Schensihund (Tschad), mittelgroß, spitzer Fang, Stehohren, kurzhaarig, gefleckt
- Bantuhund: Schensihund, kleiner Jagd- und Wachhund, spitzer Fang, seitlich abstehende Ohren, kurzhaarig, gelb gelbbraun mit weißer Flecken
- Basharin (Nordafrika): zählt zu den Mittelmeerlaufhunden, deutliche Ähnlichkeit zu den Podencos: windhundähnlich, große, stehende Ohren
- Batag-Spitz: Schensihund (Nordsumatra), soll ein Nachfahre des Torfhundes sein, 30 bis 45 Zentimeter groß, hochbeinig, stockhaarig in schwarz bis weiß, auch mehrfarbig.
- Berger de Bresse (Frankreich): Schäferhund, Rhone-Gebiet.
- Bouvier des Roules (Belgien): ähnelt dem Bouvier des Flandres
- Braco Carlos VIII, Braco Navarro (Spanien): spanischer Vorstehhund, 55 bis 56 Zentimeter Widerristhöhe, Hängeohren, Fell dicht und reichlich, weiße Grundfarbe mit wenigen dunkleren und kastanienbraunen Flecken, auch gestichelt mit blassroten Abzeichen

## C
- Cuba-Dogge (Cuban Bulldog, Cuban Bullmastiff, Cuban Bulldogge, Dogo Cubano, Perro Cubano Blanco):

vermutlich eine Kreuzung von Bloodhound, Spanischer Dogge und je nach Bedarf noch anderen ähnlichen Hunden, 65 Zentimeter groß, massig, Hängeohren, hartes Kurzhaar mit heller Unterwolle, rotbraun, meist mit schwarzer Maske. Die Ursprünge lassen sich bis ins 15. Jahrhundert zurückverfolgen. Sein Aufgabenbereich war das Bewachen von Haus und Hof sowie das Treiben und Beschützen von Vieh. Heute sind allenfalls nur noch wenige Tiere vorhanden.

## D
- Deadeino (Brasilien): zählt zu den Mittelmeerlaufhunden, deutliche Ähnlichkeit zu den Podencos, Windhundähnlich, große, stehende Ohren
- Dirra (Sinai): zählt zu den Mittelmeerlaufhunden, deutliche Ähnlichkeit zu den Podencos: Windhundähnlich, große, stehende Ohren

## F
- Fila de Terceira (Portugal): Schlag des Rafeiro da Alentejo von der Azoreninsel Terceira. Haare kurz und glatt in gelb mit roten und brauen Flecken.

## G
- Guanchenhund: Hund der prä-hispanischen Bewohner der Kanaren, möglicherweise vom Typ der Schensihunde, gehört wahrscheinlich zu den Vorfahren des Podenco Canario.

## H
- Haussa-Hund: Schensihund, Hund der Hausa, spitzartig mit Stehohren, gelbbraun

## K
- Kaffernhund: Historische Sammelbezeichnung für Schensihunde des südlichen Afrika.
- Kamerun-Hund (Kamerun): Schensihund, Hund der Monbuttu, hager und mittelgroß, Stehohren, kurzhaarig gescheckt.
- Kanni: sehr seltener indischer Hundetyp, über den auch dem indischen Dachverband für Hundezucht kaum Informationen vorliegen.[2]
- Kostroma-Bracke (Russland): Weiterzüchtung der Chinesischen Bracke, am bekanntesten ist die dreifarbige Kostroma-Bracke.
- Kuri: Neuseelandspitz, zählt zu den Schensihunden, ursprünglich Opfertier der Māori. 35 Zentimeter groß, Stehohren, buschiger Ringelschwanz; kurzes Fell, weiß oder weiß mit schwarz.

## L
- Liberia-Hund (Libria): Schensihund, terrierähnlich, zierlich, deutlicher Stop u. breiter Fang, stehohrig, rötlichbraun mit weißen Flecken.

## N
- Nederlandse Steenbrak (Niederlande): Nachkommen von Bauernbracken, die mit der deutschen Bracke veredelt wurden, sehen dieser ähnlich, sind aber größer und robuster, 43 Zentimeter Widerristhöhe
- Neuirlandhund: Schensihund, mittelgroß, spitzer Fang mit Stehohren, Fell schmutzig-weiß, gelblich, auch schwarze Flecken.

## P
- Pachónd Vitoria (Spanien): Vorstehhund, tief angesetzte große, dicke Ohren, ziemlich kurze Läufe, starkknochig. Fell kurz und rau in einfarbig weiß oder braun, gelblichweiß mit braunen Flecken, weiß oder braun mit grauem Schimmel
- Papua-Hund: Schensihund (Neuguinea), kleiner, stehohriger Hund, kurzhaarig (evtl. Hallstomhund, Neuguinea-Dingo)
- Provence-Bracke, Charnègue, Charnaigue (Frankreich): Rhone Kaninchenhund, auch Luxushund in Südfrankreich
- Pygmäenhund (Kongo): Schensihund, gelboranger, langer Schädel, Stehohren

## S
- Sansibar (Sansibar): zählt zu den Mittelmeerlaufhunden, deutliche Ähnlichkeit zu den Podencos: Windhundähnlich, große, stehende Ohren
- Sliwai: russischer Wasserhund

## T
- Tahltan Bear Dog (Kanada): Bärenhund der Tahltan, kleiner,  fuchsartiger Hund, langhaarig bis 40 Zentimeter groß, schwarz oder blaugrau mit weißen Flecken und schwarzem Kopf, bellt einsilbig wie ein Fuchs
- Tierra de Fuego Perro, Feuerlandhund: ähnelt den Nordlandhunden, fahlrot, schwarzgestichelt, isabellfarben, grau
- Tindiga-Hund (Ostafrika): Schensihund, stumpfschädeliger Hund mit spitzem Fang, Stehohren, kurzhaarig gelb
- Tweed Water Spaniel: alte  Hunderasse aus Irland, glattes Fell, an den Läufen kaum befedert, die hängenden Lefzen und langen Ohren ließen auf die Einkreuzung von Bluthunden schließen. Die Rasse verschwand Mitte des 19. Jahrhunderts, sie gilt als einer der Ahnen des Golden Retrievers.[3]

## W
- Wahidimu-Hund (Sansibar): Schensihund, mittelgroß, spitzer Fang, waagerecht stehende Ohren, kurzhaarig bräunlich gelb mit weißen Pfoten

## Z
- Zuluhund (Südafrika): Schensihund, kleiner aber kräftiger Wach- und Jagdhund, hellbraun, kurzhaarig